# الگارابو، چیل
الگارابو، چیل (به اسپانیایی: Algarrobo, Chile) یک سکونتگاه مسکونی در شیلی است که در استان سن آنتونیو واقع شده‌است.

## خصوصیات
الگارابو ۱۷۵٫۶ کیلومترمربع مساحت و ۸٬۶۰۱ نفر جمعیت دارد.